# رودریگو باسالدو
رودریگو باسالدو (انگلیسی: Rodrigo Basualdo؛ زادهٔ ۱۲ مارس ۱۹۹۳) بازیکن فوتبال اهل آرژانتین است.
از باشگاه‌هایی که در آن بازی کرده‌است می‌توان به باشگاه فوتبال دپورتیوو مورون اشاره کرد.